# Coisa Ruim
Coisa Ruim (2006) é um filme de terror português, realizado por Tiago Guedes e Frederico Serra, que fala sobre possessão demoníaca, explorando crenças, superstições, cepticismos, medos e desconfianças, no contexto de uma pequena aldeia. É considerado a primeira longa-metragem de terror de Portugal.

## Sinopse
Xavier Oliveira Monteiro (Adriano Luz) é investigador botânico e professor universitário. Reside com sua esposa, filhos e um neto ainda bebé num apartamento no centro de Lisboa. Certo dia, recebe a notícia do falecimento de um tio, proprietário de um solar numa aldeia do município de Seia. Desejando publicar um estudo sobre a flora da Beira Interior, decide mudar-se, juntamente com os seus, para essa casa. Ao chegar à aldeia, trava amizade com os locais, os quais percebe serem muito supersticiosos e crentes em assuntos relativos ao oculto. A princípio, Xavier tenta abstrair-se desse tipo de pensamentos, mas eventos estranhos e sem explicação lógica começam a ocorrer-lhe, bem como à sua família, batendo certo com algumas crenças locais. Decide então ir atrás das crendices rurais da sua nova terra para encontrar explicação para o que lhe está a acontecer. É aí que Vicente, um antigo padre da aldeia (José Pinto), lhe revela algo tenebroso e macabro que ocorreu no passado e que deu origem a uma terrível maldição que pesa sobre a aldeia e que tem relação direta com Xavier e a família.

## Filmagem
O filme foi filmado na Serra da Estrela, na aldeia de Torrozelo, concelho de Seia.

## Elenco
| Ator/Atriz           | Personagem               |
| -------------------- | ------------------------ |
| Adriano Luz          | Xavier Oliveira Monteiro |
| Manuela Couto        | Helena Oliveira Monteiro |
| Sara Carinhas        | Sofia                    |
| José Afonso Pimentel | Rui                      |
| João Santos          | Ricardo                  |
| José Pinto           | Padre Vicente            |
| João Pedro Vaz       | Padre Cruz               |
| Elisa Lisboa         | Dulce                    |
| Filipe Duarte        | António                  |
| Gonçalo Waddington   | Luís                     |
| Maria d'Aires        | Rosa                     |
| Miguel Borges        | Ismael                   |
| Rafaela Santos       | Mulher do Ismael         |
| Sara Barradas        | Filha do Ismael          |
| Orlando Costa        | Sr. Costa                |